# Santuário de Ujigami
| Imagem: Monumentos Históricos da Antiga Quioto | O Santuário de Ujigami está incluido no sítio "Monumentos Históricos da Antiga Quioto", Património Mundial da UNESCO. |  |

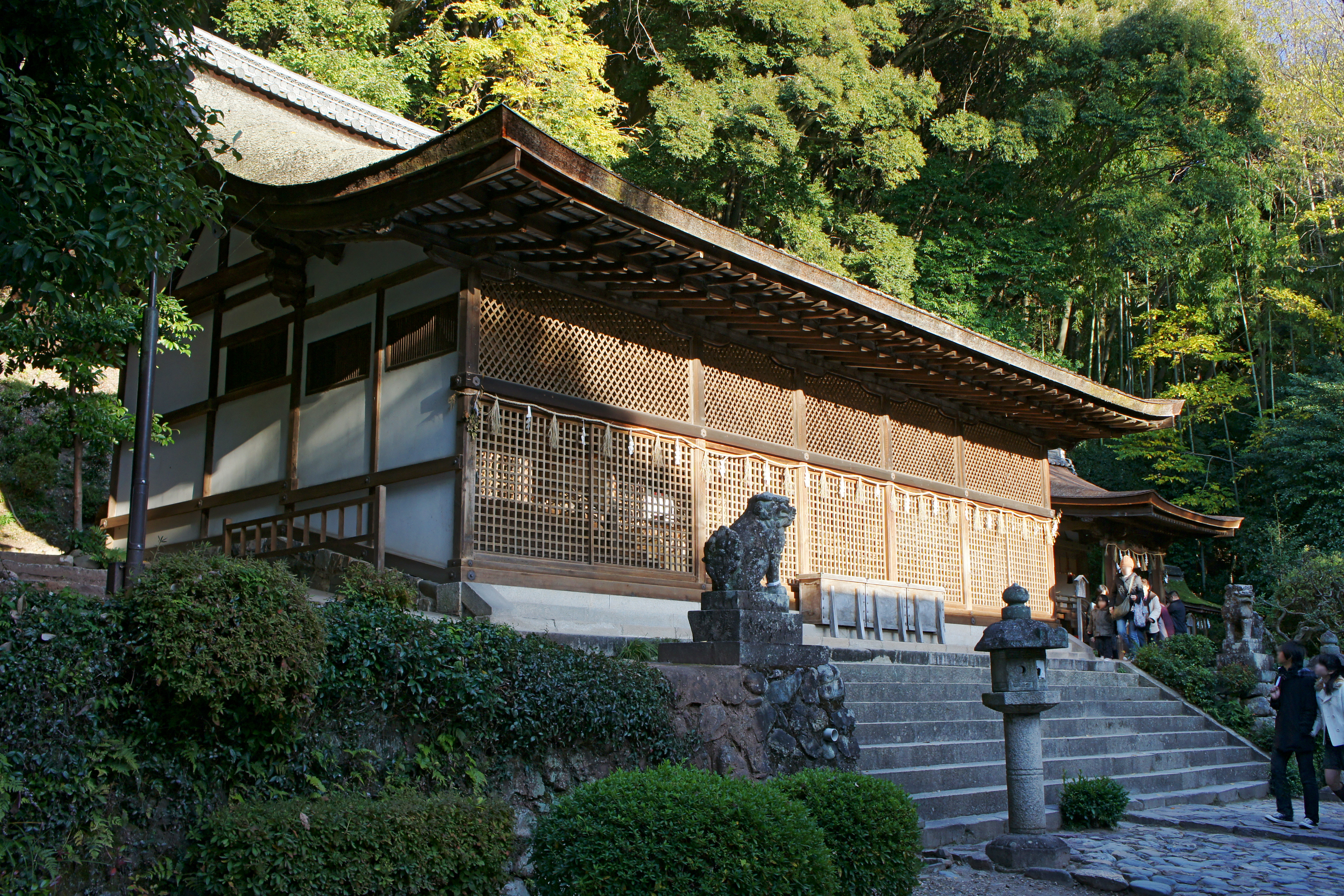

O Santuário de Ujigami (宇治上神社, Ujigami-jinja) é um templo xintoísta na cidade de Uji, Quioto, Japão. O santuário foi construído como um santuário guardião do Byōdō-in e é vizinho do Santuário de Uji. Em 1994, ele foi registrado como um patrimônio mundial da UNESCO como um dos Monumentos Históricos da Antiga Quioto. O honden e o haiden foram nomeados pela Agência para Assuntos Culturais como Tesouros Nacionais do Japão.
O Santuário de Ujigami é dedicado ao Imperador Ōjin e seus filhos, os príncipes imperiais Uji no Wakiiratsuko e Imperador Nintoku. Uji no Wakiiratsuko cometeu suicídio para resolver a disputa sobre a sucessão imperial, e o santuário foi construído em sua homenagem.
O honden do Santuário de Ujigami é conhecido como o exemplo mais antigo do estilo nagare-zukuri de arquitetura xintoísta no Japão. Neste estilo de arquitetura, as três estruturas interiores do santuário são construídas lado a lado, com a estrutura no meio sendo maior que às da esquerda e direita. O honden data do final do período Heian (794 – 1185). O haiden foi construído no estilo shinden-zukuri, e seu telhado no estilo sugaruhafu. O haiden data do período Kamakura (1185 – 1333). O Santuário de Kasuga, também dentro do recinto do santuário, data do mesmo período. O santuário é conhecido por sua fonte de água doce.
O Santuário de Ujigami foi encontrado via dendrocronologia digital, sendo o templo xintoísta mais antigo do Japão. O Instituto de Pesquisa de Propriedades Culturais de Nara determinou que o templo foi construído em aproximadamente 1060, o que se aproxima do relato escrito da fundação do santuário.
Até o período Meiji (1868 – 1912), os santuários de Uji e Ujigami eram conjuntamente conhecidos como o Rikyukamisha. O festival anual do Santuário Ujigami aconte em 5 de maio.